# Jan Kalfus
Jan Kalfus (* 1956) je český varhaník.
Studoval hru na varhany u Jaroslavy Potměšilové a Jiřího Ropka na Pražské konzervatoři a dále u Jana Hory na Akademii múzických umění v Praze. V letech 1982 až 1983 studoval u Viktora Lukase na Vysoké hudební škole v Kolíně nad Rýnem.
Na Mezinárodní inperpretační soutěži Pražského jara v roce 1984 získal titul laureáta. Další ceny získal i na soutěžích v Linci, Lipsku a v Brně.
Od roku 1988 je profesorem na varhanním oddělení Pražské konzervatoře.